# Pimpa
A Pimpa olasz televíziós rajzfilmsorozat, amelyet Osvaldo Cavandoli rendezett. A forgatókönyvet Francesco Tullio Altan írta. Olaszországban a Rai mutatta be, Magyarországon az M2 és a Minimax tűzte műsorra.

## Ismertető
Pimpa, a történet főhőse, aki egy aranyos és pöttyös kiskutya. A házigazda, Armandó, aki Pimpa hűséges gazdája. Pimpa és Armandó közösen élnek egy kis házban. A kutyusnak élénk a fantáziája. Dús fantáziájának köszönhetően mindig újabb kalandokba éli bele magát. Kalandjai során, egyre jobban megismeri a természetet, és a körülötte levő világot. Sok új barátra lel, és azt is megtanulja, hogy működik az élet.

## Szereplők
| Szereplő | Eredeti hang                                                        | Magyar hang                                                                   |
| -------- | ------------------------------------------------------------------- | ----------------------------------------------------------------------------- |
| Pimpa    | Roberta Paladini (1. évadban) Francesca Vettori (2. és 3. évadban)  | Paudits Béla (1. évadban) Mezei Kitty (2. évadban) Szabó Zselyke (3. évadban) |
| Pimpa    | A fantáziadús, piros pöttyös, játékos lány-kutyus.                  |                                                                               |
| Armandó  | Vittorio Di Prima (1. évadban) Oliviero Corbetta (2. és 3. évadban) | Bitskey Tibor (1. évadban) Bognár Zsolt (2. és 3. évadban)                    |
| Armandó  | A Pimpa kutyus kedves gazdája, a háznál.                            |                                                                               |

- További magyar hangok (1. évadban): Ambrus Asma, Bajza Viktória, Czigány Judit, Dallos Ibolya, Detre Annamária, Felföldi László, Frajt Edit, Gergely Róbert, Gombos Katalin, Gyurkó Henrik, Hacser Józsa, Kalocsai Miklós, Kárpáty Gitta, Kasznár-Kiss Márta, Koffler Gizella, Magda Gabi, Marsek Ottília, Meixler Ildikó, Papp János, Sallai Virág, Simándi Anna, Sinkovits-Vitay András, Szatmári István, Varanyi Lajos
- További magyar hangok (2. évadban): Grúber Zita, Kapácsy Miklós, Megyeri János, Szűcs Sándor
- További magyar hangok (3. évadban): ?

## Epizódok

### 1. évad (1982)
1. Itt a tavasz
2. A papírsárkány és a szivárvány
3. Egységben az erő
4. Költöznek a fecskék
5. Az új házikó
6. Kirándulás a tengerpartra
7. Téli kirándulás
8. A vidámparkban
9. Bibi, a hangya
10. A pingáló vakond
11. Külföldi rokonok
12. Veszélyben a hajó
13. Tévé séta
14. Vendéglő a kotyvalékhoz
15. Utazás Afrikába
16. A hóember
17. A strandon
18. Házi kenyér
19. Ricsi, a sündisznó
20. Luca, a szentjánosbogár
21. Kirándulás az őserdőbe
22. Kirándulás Ausztráliába
23. Amikor Armando kicsi volt
24. Armando cipője
25. Ömlik a víz
26. Árnyjáték

### 2. évad (1998)
1. Menjünk horgászni
2. A cirkusz
3. Borjú Bandi
4. Hideg van, medvebocs!
5. A hullócsillag
6. A kismajom és az oroszlán
7. A vadlovacska
8. A sárga kiselefánt
9. A méhecske és a gőzhajó
10. Kirándulás a sivatagba
11. A jegesmedve
12. Repülő szőnyeggel Indiába
13. Egy nap a Nappal
14. A pingvin és az aranyhalacska
15. Három nyakkendő
16. Tavaszi mennydörgés
17. A kis repülő
18. Egy nap a veteményesben
19. Alfonz páva
20. A pizza gyár
21. A feketerigó
22. Gombabarátok
23. A mosómaci
24. Verseny a vonattal
25. A tengeri kaland
26. A kakukk

### 3. évad (2010)
1. Ráchel, a béka
2. Csizmás kandúr
3. Armando ruhája
4. Tito érkezése
5. Tél uraság
6. Éljen a vakáció!
7. A színes ház
8. Milly, a bálna
9. Rino, az orrszarvú
10. A kenyér és a zsömle
11. Éhes krokodil
12. Hullámok hátán
13. Kövek és kavicsok
14. A mexikói sombrero
15. Nyuszika és a telefon
16. Tavaszi felhők
17. Az elefánt postája
18. Jeges pizza
19. Friss zöldség
20. Piknik Rozitával
21. Itt az ősz
22. A bagoly és a lepke
23. Miro, a tapír
24. Olivia és a rák
25. Nicola, a számítógép
26. Az ufó és a kisbolygó